# Helle (mythologie)

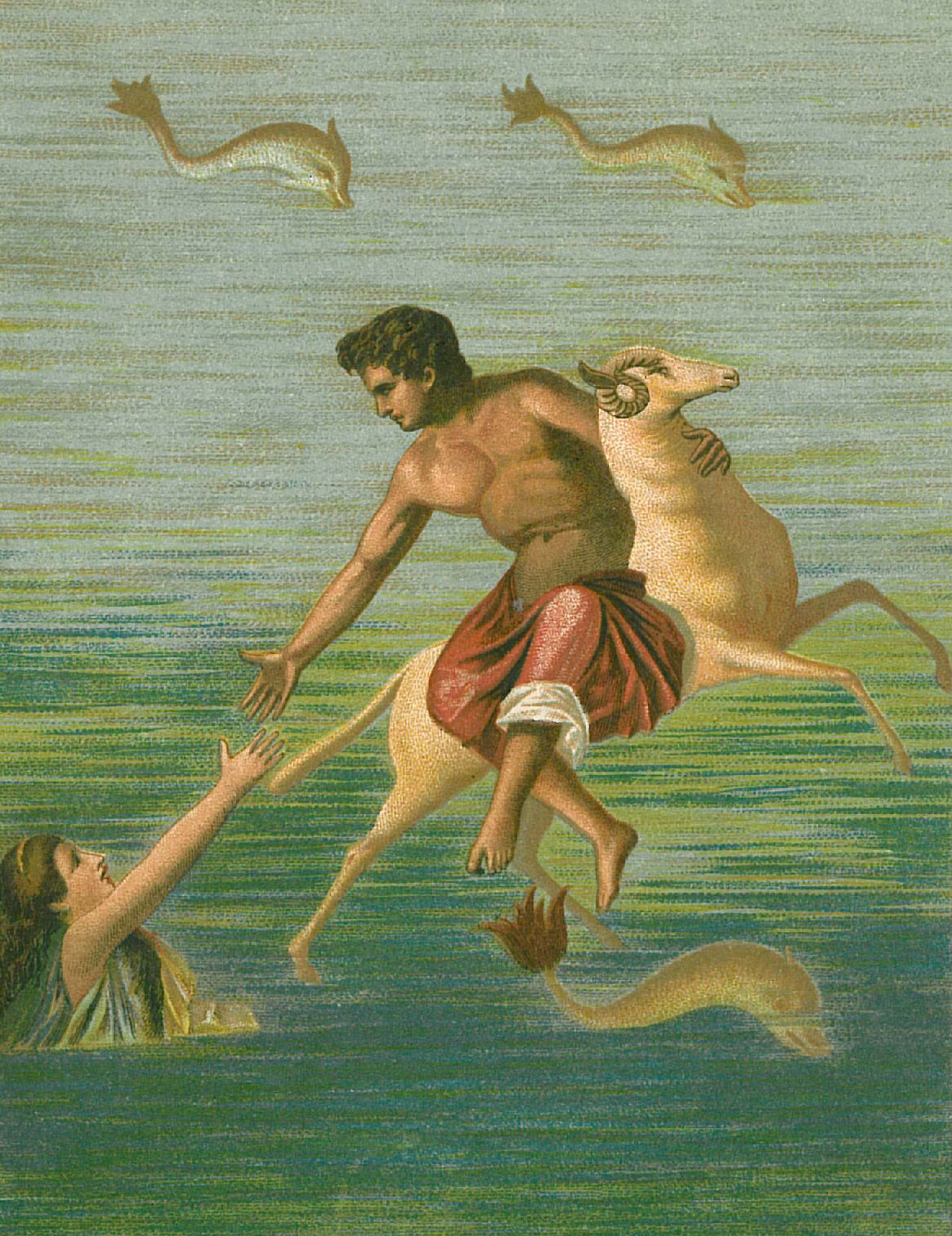
Phrixus op de gouden ram, zijn tweelingzus Helle valt tussen Sigeion en Chersonnesos en sterft

Helle (Oudgrieks: Ἕλλη) is in de Griekse mythologie de dochter van koning Athamas van Boeotië en Nephele ('wolk'), een nimf, en de tweelingzus van Phrixus. Naar haar zou de Hellespont genoemd zijn.
Na de geboorte van Helle vertrok haar moeder Nephele naar de hemel om zich weer bij haar soortgenoten te voegen, waarop Athamus hertrouwde met de Fenicische prinses Ino. Deze haatte haar twee stiefkinderen, omdat ze haar eigen zoons op de troon wilde hebben. Daarom liet ze alle zaden van de groenten verbranden, waardoor er een hongersnood dreigde te komen.  
De boeren gingen naar koning Athamus om om hulp te vragen. Hij vroeg twee gezanten om naar het orakel te gaan, maar Ino kocht deze mannen om, om de koning te vertellen dat hij zijn tweeling moest offeren aan Zeus.  
Die dag stond Athamus al klaar met een mes, om zijn kinderen de keel door te snijden. Zover kwam het echter niet, want op dat moment kwam Chrysomallos, een gouden ram die kon vliegen, om ze te redden. Nephele had hem gestuurd voor haar kinderen, maar Helle verloor tijdens de vlucht op de rug van Chrysomallos haar evenwicht omdat zij, ondanks waarschuwingen van Nephele, toch naar beneden had gekeken. Zij viel in de zeestraat tussen Europa en Azië, die sindsdien 'Hellespont' ('Zee van Helle') genoemd werd. Haar broer kwam aan in Colchis, waar hij de vacht van de ram als het Gulden vlies aan koning Aietes gaf. 